# 霍爾布魯克 (紐約州)
霍爾布魯克（英語：Holbrook）是位於美國紐約州薩福克縣的普查規定居民點。

## 人口
根據2020年美國人口普查的數據，霍爾布魯克的面積為17.83平方千米，皆為陸地。當地共有人口26487人，而人口密度為每平方千米1,485.53人。